# Henrik Johan Carlborg
Henrik Johan Carlborg, född 15 januari 1694 i Gamlakarleby, död 16 augusti 1766 i Närpes, var en finländsk kyrkoherde och riksdagsman.

## Biografi
Henrik Johan Carlborg var son till handelsmannen i Gamlakarleby Johannes Håkansson Röring och Anna Johansdotter Borg. Under Stora nordiska kriget var han elev vid Gamlakarleby pedagogi och Vasa trivialskola. Han skrevs 1713 in vid Uppsala universitet. Redan före 1718 bytte han sitt efternamn från Röring till Carlborg, troligen därför att det i hemstaden fanns en annan släkt Röring. År 1719 avlade han magisterexamen. Efter examen verkade han i Piteå troligen som informator. Carlborg gifte sig 1720 i Piteå med Elisabet Häggman (1701-1765). Efter fredsslutet i Nystad 1721 återvände han till Vasa och blev konrektor i trivialskolan. Då han inte lyckades avancera till skolans rektor lät han viga sig till präst år 1730 och blev följande år kyrkoherde i Närpes. Som sådan fick han titeln prost år 1743.
Under Hattarnas ryska krig sammankallade den ryska ockupationsförvaltningen i oktober 1742 två landskapsmöten, det ena i Åbo och det andra i Vasa, för att lösa olika praktiska problem i landet. Carlborg deltog i det möte som hölls i Vasa och gjordes till medlem i kommersdeputationen som skulle föreslå åtgärder för att främja näringslivet. Carlborg förefaller att ha haft ett stort inflytande i arbetet. Domkapitlet i Åbo beslöt vid samma tid att sända en deputation till kejsarinnan för att få prästerskapet befriat från den hjälpskatt de hade pålagts för att finansiera ockupationstrupperna. I november 1742 sammanträdde de österbottniska kyrkoherdarna i Laihela och önskade att en representant för Österbottens präster skulle ingå i deputationen eftersom prästerna där hade annorlunda inkomster än de i södra Finland. Carlborg lät sig dock inte nöja med detta utan erbjöd sig i december 1742 att på egen bekostnad resa till Sankt Petersburg för att tacka för den milda ockupationen, för att få privilegierna bekräftade och för att få befrielse från underhållet av de ryska trupperna. Han ville också att man skulle överlämna ett fröjdekväde om  
Karl Peter Ulrik av Holstein-Gottorp, som var en kandidat till den svenska tronen efter Fredrik I. Prästerna i Österbotten var inte nöjda med Carlborgs framfusighet och av resan blev intet.
År 1734 gjorde Åbo stift en utredning om prästernas avlöning och Carlborg var med i arbetet. Utredningen ledde till ett reglemente år 1743 men det väckte missnöje i Österbotten och också mot Carlborg. Det oaktat lyckades han bli vald till riksdagsman år 1746 eftersom han ansågs handlingskraftig och målmedveten. Han hade också gjort sig känd som fredsvän och räknades därmed till mössorna. I riksdagen var det dock hattarna som hade övertaget och efter ryska påtryckningar i tronföljarfrågan började hattarna vända sig emot sådana personer som ansågs vara ryskvänliga. Detta skrämde bland annat Carlborg så att han lämnade riksdagen i augusti 1747 fyra månader innan riksmötet tog slut. Före avbrottet hade Carlborg gjort en stor insats i den finska deputationen. I dess betänkande betonades att Finlands försvar borde stärkas och en försvarsplan borde göras upp. En generalguvernör skulle utses för landsdelen. Endast personer som kunde finska skulle kunna utses till tjänstemän i Finland. Carlborg verkade även för att främja det österbottniska prästerskapets avlöning. Durchfahrtsprojektet var aktuellt liksom en kartläggning av hela riksdelen för försvarets skull men också som en förberedelse för storskiftes- och forsrensningsprojekten. En följd av diskussionerna var också att man på nytt började inrätta sockenmagasin i Finland. Under sin vistelse i riksdagen skrev Carlborg minst en gång i månaden brev till kyrkoherdarna i sitt valdistrikt.

## Övrigt
Under Carlborgs tid som kyrkoherde i Närpes restaurerades och tillbyggdes kyrkan. Även en ny prästgård med namnet Ivars uppfördes och har bevarats på Fölisöns hembygdsmuseum i Helsingfors.
Carlborgs porträtt målades 1747 i Stockholm av Johan Henrik  Scheffel och porträttet hänger i sakristian i Närpes kyrka.